# Île Thor (Antarctique)
Pour les articles homonymes, voir Île Thor (homonymie) et Thor (homonymie).
L'île Thor (en anglais Thor Island) est une île de l'Antarctique située à proximité de la baie de Wilhelmine, sur la côte ouest de la terre de Graham. 
Située dans la péninsule Antarctique, une région revendiquée par le Chili, l'Argentine et le Royaume-Uni, elle tombe sous le traité sur l'Antarctique et aucune des revendications n'est actuellement reconnue.